# Вітебськ (хокейний клуб)
Хокейний клуб «Вітебськ» — хокейний клуб з Вітебська, Білорусь. Заснований у 2000 році. Виступає у Білоруській Екстралізі.

## Історія
Заснований у 2000 році. Раніше називався як «Хімік-ШВСМ». У чемпіонаті Білорусі проводів 9 сезонів. Найвище досягнення 4-е місце у сезоні 2007—08. Всього за вісім попередніх сезонів проведено 364 матчі, із них 186 перемог, 19 нічиїх і 191 поразка. Різниця закинутих і пропущених шайб становить 1274:1591. Набільша перемога — 13:1 (2 грудня 2003 «Юніор» Мінськ).
Найбільша поразка — 2:15 (17 грудня 2000 — «Полімір» Новополоцьк). До першого складу All Stars входили: Дмитро Мильчаков (2008), Василь Полоницький (2008). 
Воротар «Вітебська» Максим Малютін — учасник зимових Олімпійських ігор 2010 у Ванкувері.

## Арена
Домашні матчі ХК «Вітебськ» проводить на Льодовому палаці спорту. Палац спорту введений в експлуатацію у 1999 році. Окрім змагань з хокею із шайбою, тут також проводяться змагання з фігурного катання, шорт-треку та інших льодових видів спорту. Передбачена можливість трансформування хокейної коробки у майданчик для ігрових видів спорту, спортивних єдиноборств, тенісу, важкої атлетики, гімнастики, боксу, а також у сцену для проведення концертів та інших видовищних заходів. Місткість палацу становить 1900 глядачів.
Також на льодовій арені тренуються учні ДЮСШ ХК «Вітебськ» (хокей, фігурне катання), обласної школи вищої спортивної майстерності і «СДЮШОР СК профспілок» зі шорт-треку, любительські хокейні команди.

## Досягнення
Кубок Білорусі
- Володар Кубка Білорусі (2): 2022, 2023